# 欠損
| ウィキペディアには「欠損」という見出しの百科事典記事はありません（タイトルに「欠損」を含むページの一覧/「欠損」で始まるページの一覧）。 代わりにウィクショナリーのページ「欠損」が役に立つかもしれません。 |